# 古谷知美
古谷 知美（ふるたに ともみ、1月7日 - ）は、競技麻雀のプロ雀士。
日本プロ麻雀連盟所属。団体内の段位は四段。千葉県出身。

## 獲得タイトル
- 女流桜花(第14期)[2][3]
- 第1回 LADY'S麻雀グランプリ 優勝[2]